# Vojaški ordinariat Čila
Vojaški ordinariat Čila (špansko Obispado Castrense de Chile) je rimskokatoliški vojaški ordinariat, ki je vrhovna cerkveno-verska organizacija in skrbi za pripadnike oboroženih sil Čila.
Sedež ordinariata je v Santiagu.

## Škofje
- Rafael Edwards Salas (27. maj 1910 - 5. avgust 1938)
- José Luis Fermandois Cabrera (8. avgust 1938 - 18. avgust 1941)
- Carlos Labbé Márquez (18. avgust 1941 - 17. oktober 1941)
- Julio Tadeo Ramírez Ortiz (17. oktober 1941 - 10. junij 1942)
- Teodoro Eugenín Barrientos (20. junij 1942 - 21. december 1959)
- Francisco Xavier Gillmore Stock (16. oktober 1959 - 26. november 1983)
- José Joaquín Matte Varas (26. november 1983 - 31. januar 1995)
- Gonzalo Duarte García de Cortázar (31. januar 1995 - 4. november 1999)
- Pablo Lizama Riquelme (4. januar 1999 - 27. februar 2004)
- Juan Barros Madrid (9. oktober 2004 - danes)